# Deseo (album Pastory Soler)
Deseo – piąty album studyjny hiszpańskiej piosenkarki Pastory Soler, wydany 28 października 2002 przez wytwórnię Emi-Odeón.
Album składa się z jedenastu utworów, a wyprodukowany został przez Carlosa Jeana. Przy nagrywaniu kompozycji uczestniczyli m.in. John Parsons, Alfonso Pérez, Luis Dulzaides, Angie Bao, Paco Ibáñez, Arturo Soriano i Orquesta Filmadrid.
Wydawnictwo sprzedało się w ponad 80 tysiącach egzemplarzy oraz otrzymało certyfikat platynowej płyty.

## Lista utworów
| Nr  | Tytuł                     | Tekst                                                                      | Muzyka                                                                     | Producent          | Czas  |
| --- | ------------------------- | -------------------------------------------------------------------------- | -------------------------------------------------------------------------- | ------------------ | ----- |
| 1.  | „Herida”                  | Rodolfo Serrano García                                                     | Rodolfo Serrano García                                                     | Carlos Jean        | 3:43  |
| 2.  | „Allí estás tú”           | Iván Antonio Gabarri Pantoja                                               | Iván Antonio Gabarri Pantoja                                               | Carlos Jean        | 3:51  |
| 3.  | „Se me va la vida”        | Miguel Yadam López                                                         | Miguel Yadam López                                                         | Carlos Jean        | 3:34  |
| 4.  | „Guerra fría”             | Mavi Díaz, Nuria Díaz, Raquel Díaz                                         | Mavi Díaz, Nuria Díaz, Raquel Díaz                                         | Carlos Jean        | 2:55  |
| 5.  | „Ya no queda nada”        | Carlos J. Molina Ríos                                                      | Carlos J. Molina Ríos                                                      | Carlos Jean        | 3:36  |
| 6.  | „Café, café”              | J. Suárez, L. Germini, J. SOTO, S. Colón, Yrvis Méndez                     | J. Suárez, L. Germini, J. SOTO, S. Colón, Yrvis Méndez                     | Carlos Jean        | 3:30  |
| 7.  | „Amor, amor”              | Arnaud Taied                                                               | Arnaud Taied                                                               | Carlos Jean        | 3:46  |
| 8.  | „Me quema el amor”        | Rodolfo Serrano García                                                     | Rodolfo Serrano García                                                     | Carlos Jean        | 3:24  |
| 9.  | „Sin ti”                  | Noel Molina                                                                | Noel Molina                                                                | Carlos Jean        | 4:28  |
| 10. | „Bésame”                  | Jorge López González, Eduardo I. Martín Osorio, Isaac M. González Saborido | Jorge López González, Eduardo I. Martín Osorio, Isaac M. González Saborido | Carlos Jean        | 4:18  |
| 11. | „...Y que pequeña soy yo” | Antonio R. Fernández González                                              | Antonio R. Fernández González                                              | Carlos Jean        | 3:23  |
|     |                           |                                                                            |                                                                            | Całkowita długość: | 40:28 |

## Certyfikat
| Kraj                   | Certyfikat      |
| ---------------------- | --------------- |
| Hiszpania (PROMUSICAE) | platynowa płyta |